# Studienstiftung des deutschen Volkes
 (avril 2021).
Si vous disposez d'ouvrages ou d'articles de référence ou si vous connaissez des sites web de qualité traitant du thème abordé ici, merci de compléter l'article en donnant les références utiles à sa vérifiabilité et en les liant à la section « Notes et références ».
La Studienstiftung des deutschen Volkes (en français, « Fondation allemande d’études »), en bref Studienstiftung, est une fondation qui accorde des bourses aux étudiants allemands extraordinairement qualifiés qui font leurs études en Allemagne ou à l'étranger. Elle existe depuis 1925 et est en 2010 l'organisation principale de ce genre. Elle a son siège à Bonn en Allemagne.
La Studienstiftung est une association de droit privé et est la plus grande fondation allemande d'encouragement des étudiants très doués. C'est une organisation qui a pour but de soutenir financièrement et par des contacts personnels des étudiants particulièrement brillants. Les fonds proviennent pour l'essentiel des pouvoirs publics.
Les étudiants sont admis comme boursiers soit sur proposition de l'école secondaire (lycée), de l'université (environ 2 % des élèves d'une promotion proposés par an) ou d'un professeur universitaire, et après une sélection très sévère. Aucun motif d'ordre religieux, politique ou idéologique n'entre en ligne de compte. Seule la qualification scientifique et personnelle est déterminante. Environ 0,3 % de l'ensemble des étudiants allemands deviennent boursiers de la Studienstiftung. 
Elle encourage des étudiants et candidats au doctorat de haute qualification, sélectionnés minutieusement, par différentes activités. Il y a des programmes ouverts, qui proposent une participation aussi aux non-boursiers. 
Au-delà de bourses sur critères sociaux et d’un forfait de base (300 euros pour tous les étudiants hors conditions de ressource), la fondation propose des séjours d´études thématiques ainsi que des séjours linguistiques. Les programmes de bourse de la Studienstiftung sont ouverts aux citoyens européens étudiant en Allemagne.

## Quelques anciens boursiers
- Ulrich Beck, sociologue
- Hans Magnus Enzensberger, écrivain
- Alexander Esters, artiste mêlant peinture, sculpture, dessin et vitrail
- Gerd Faltings, mathématicien, médaille Fields
- Justus Frantz, pianiste
- Robert Huber, chimiste, prix Nobel
- Wolfgang Ketterle, physicien, prix Nobel
- Horst Janssen, souscripteur et graphiste
- Hans Jensen, physicien, prix Nobel
- Ulrike Meinhof, révolutionnaire (RAF)
- Erwin Neher, biophysicien, prix Nobel
- Gesine Schwan, aspirante pour l'office de la présidente fédéral en 2004 et 2009
- Antje Vollmer, femme politique